# Ralf Lindermann

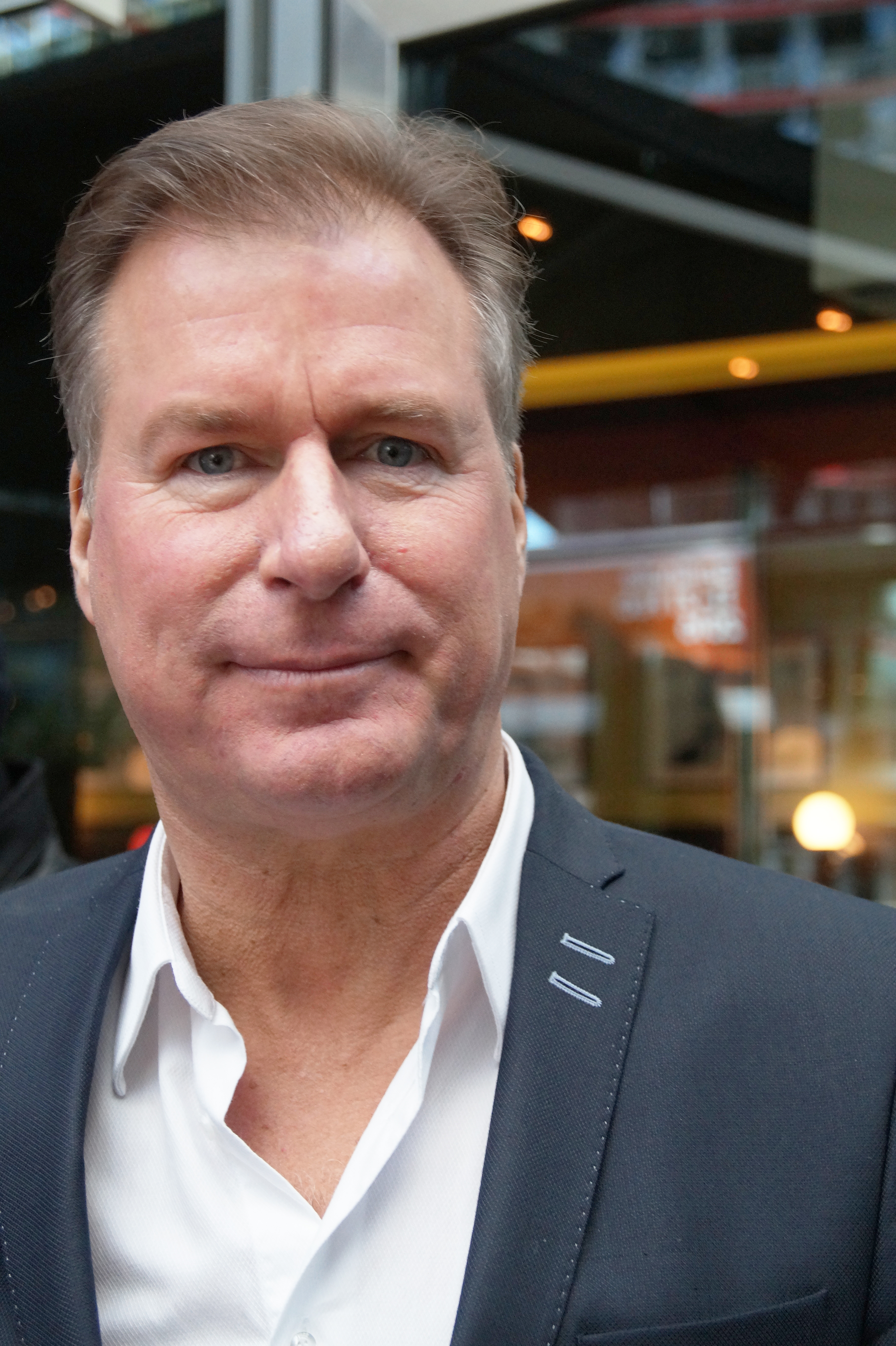
Ralf Lindermann (2016)

Ralf Lindermann (* 6. Dezember 1960 in Altdöbern, Landkreis Oberspreewald-Lausitz) ist ein deutscher Schauspieler.

## Leben

### Ausbildung und erste Auftritte
Nach dem Abitur wollte Lindermann zunächst Architekt werden und absolvierte deshalb in der Firma Ingenieurhochbau Berlin (IHB) eine Lehre als Baufacharbeiter. Dort trat er der betrieblichen Kabarettgruppe Die IHBtiker bei, die eng mit Schauspielern des Maxim-Gorki-Theaters zusammenarbeitete. Dadurch kam Lindermann auch als Statist des Shakespeare-Theaterstückes Ein Sommernachtstraum zum Einsatz, was ihn zu dem dringenden Wunsch brachte, Schauspieler zu werden. Er bewarb sich erfolgreich an der Babelsberger Hochschule für Film und Fernsehen Potsdam. Nach seinem Examen 1986 bekam Lindermann ein Engagement am Stadttheater Brandenburg und wirkte daneben in zahlreichen ostdeutschen Film- und Fernsehproduktionen des DFF und der DEFA mit.

### Karrierebeginn
Zusammen mit anderen jungen Schauspielern gestaltete er ein Theaterstück über das Jugendleben in DDR-Schulen am Schicksal eines durch die Umstände plötzlich verstummten Mädchens. Die geheime Botschaft wurde von den Zuschauern verstanden und die Vorstellungen waren ausverkauft. Die Kulturverantwortlichen ließen die Aufführung schließlich verbieten. Ralf Lindermann erhielt bis zum Zusammenbruch der DDR Theaterengagements an weiteren Bühnen im Bezirk Magdeburg und in Berlin.

### Nach der Wende
Die Aufführung der DDR-Filme Danke für die Blumen und der Serie Polizeiruf 110 machte den jungen Schauspieler Lindermann in der ganzen Bundesrepublik bekannt. Er erhielt durch Vermittlung von Harald Juhnke schließlich ein Dauerengagement in der Serie Drei Damen vom Grill und konnte sich gegen alle anfänglichen Vorbehalte etablierter Westschauspieler durchsetzen. Juhnke unterstützte ihn dabei vor allem auch gegen moralische Angriffe, wie ein entsprechender Ausspruch treffend erkennen lässt:

„Nicht die Ossis hatten die Wiedervereinigung im Grundgesetz, sondern wir. Nun sollten wir uns alle freuen anstatt zu maulen!“

 Ralf Lindermann schaffte es mit seiner freundlichen und ruhigen Art, die deprimierte, soeben aus den USA nach Berlin zurückgekehrte Hildegard Knef bei den gemeinsamen Dreharbeiten aufzurichten.
Von 1995 bis 2000 wirkte Lindermann als Dr. Gregor Lüders in der von Sat.1 produzierten Arztserie Hallo, Onkel Doc! mit. Außerdem spielte er bis zur Einstellung im Jahr 2012 in der ZDF-Serie Unser Charly den Tierarzt Dr. Max Henning. 
Ralf Lindermann heiratete 1989 seine ehemalige Mitstudentin, die heutige Fernsehproduktionsleiterin Britta, und sie bezogen eine Wohnung in Berlin-Karow, wo die Tochter Laura geboren wurde. 1998 erwarben sie ein Eigenheim und leben nun in Wandlitz.
Seit 2009 ist Ralf Lindermann Mitglied im Kuratorium der Deutschen Kinderkrebsnachsorge – Stiftung für das chronisch kranke Kind in Villingen-Schwenningen/Tannheim im Schwarzwald. Die Stiftung engagiert sich für chronisch kranke Kinder und ihre Familien und unterstützt die Familienorientierten Nachsorgekliniken Tannheim und Berlin-Brandenburg.

## Filmografie (Auswahl)
- 1986: Das Haus am Fluss
- 1986: Weihnachtsgeschichten (TV)
- 1988: Danke für die Blumen
- 1988: Polizeiruf 110 – Still wie die Nacht (TV-Reihe)
- 1988: In einem Atem
- 1989: Das Glashaus
- 1989: Rita von Falkenhain (3 Episoden)
- 1989: Die gläserne Fackel
- 1990: Über die Grenzen
- 1990: Drei Damen vom Grill
- 1991: Polizeiruf 110 – Das Treibhaus (TV-Reihe)
- 1991: Fritz Bollmann will nicht angeln
- 1992: Haus am See
- 1992: Sylter Geschichten
- 1992: Harry und Sunny
- 1992: Achterbahn: Verbotenes Wiedersehen
- 1992–1993: Der Landarzt
- 1993: Florida Lady
- 1993: Immer wieder Sonntag: Das neue Haus, Hildes Trauer, Gewinn und Verlust
- 1994: Rosamunde Pilcher: Ende eines Sommers
- 1994: Fritze Bollmann will nicht angeln (Fernsehserie, sieben Folgen)
- 1994–2000: Hallo, Onkel Doc!
- um 1995: Praxis Bülowbogen[1]
- 1995: Stubbe – Von Fall zu Fall
- 1996: Mona M. – Mit den Waffen einer Frau
- 1996: Küsse niemals deinen Chef
- 1997–2012: Unser Charly
- 2000: Der Club der grünen Witwen
- 2002: Die Fabelhaften Schwestern
- 2005: Das Traumschiff: Burma/Myanmar
- 2005: Eine Mutter für Anna
- 2007: Im Tal der wilden Rosen: Ritt ins Glück
- 2012: Familie Dr. Kleist
- 2013: Rosamunde Pilcher – Schlangen im Paradies
- 2015: Das Geständnis
- 2016: SOKO Stuttgart: Doppelleben
- 2017: Das Pubertier: Das Pubertier bricht aus
- 2021: Bettys Diagnose: Kein Empfang
- 2023: Der Zeuge